# Pócsmegyer, Pesta
Pócsmegyer  este un sat în districtul Szentendre, județul Pesta, Ungaria, având o populație de 1.819 locuitori (2011).

## Așezare
Comuna se află în nordul județului și în sudul insulei Szentendre de pe Dunăre.

## Demografie
Componența etnică a satului Pócsmegyer
     Maghiari (95,06%)
     Germani (1,44%)
     Necunoscut (1,39%)
     Alții (2,11%)
Componența confesională a satului Pócsmegyer
     Reformați (24,57%)
     Fără religie (23,14%)
     Romano-catolici (22,32%)
     Atei (1,76%)
     Necunoscută (26,72%)
     Alte religii (6,1%)
Conform recensământului din 2011, satul Pócsmegyer avea 1.819 locuitori. Din punct de vedere etnic, majoritatea locuitorilor (95,06%) erau maghiari, cu o minoritate de germani (1,44%). Apartenența etnică nu este cunoscută în cazul a 1,39% din locuitori. Nu există o religie majoritară, locuitorii fiind reformați (24,57%), persoane fără religie (23,14%), romano-catolici (22,32%) și atei (1,76%). Pentru 26,72% din locuitori nu este cunoscută apartenența confesională.